# Theridion retreatense
Theridion retreatense là một loài nhện trong họ Theridiidae.
Loài này thuộc chi Theridion. Theridion retreatense được Embrik Strand miêu tả năm 1909.